# Ford Fiesta ’18
| Sterne im Euro NCAP-Crashtest (2017) | 5 Sterne im Euro-NCAP-Crashtest |

Der Ford Fiesta ’18 ist die achte und letzte Generation des Fiesta. Das Fahrzeug wurde am 29. November 2016 bei einem Go Further-Event im Werk Köln-Niehl offiziell vorgestellt. Die Produktion startete am 16. Mai 2017, die offizielle Markteinführung war am 8. Juli 2017. Eine überarbeitete Version der Baureihe, die Anfang 2022 auf den Markt kam, präsentierte Ford am 16. September 2021. Zum Modelljahr 2023 wurde die Produktion der dreitürigen Variante eingestellt. Nachdem im ersten Halbjahr 2022 mit 6700 Fiestas deutlich weniger Fahrzeuge verkauft wurden als von vergleichbaren Fahrzeugen der Mitbewerber (Opel Corsa knapp 25.000, VW Polo fast 13.000 Fahrzeuge), gab Ford im Oktober 2022 bekannt, den Fiesta nach dem Modelljahr 2023 nicht mehr bauen zu wollen. Die Produktion wurde schließlich am 7. Juli 2023 eingestellt. Fortan werden in Köln nur noch Elektroautos – beginnend mit den SUV Explorer und Capri – produziert.

## Modellgeschichte
Der Ford Fiesta ’18 ist mit rund 4,04 Metern sieben Zentimeter länger als sein Vorgänger, außerdem ist er 1,2 cm breiter. Das äußere Erscheinungsbild hat sich im Vergleich zum vorherigen Modell wenig verändert: Fahrzeugfront, Scheinwerfer, Motorhaube, Seitenlinie und das Dach erscheinen auf den ersten Blick gleich, die markanteste Änderung sind die Heckleuchten, die nun nicht mehr neben der Heckscheibe, sondern deutlich darunter platziert sind. Weiterentwickelt ist die Sicherheit des Fiesta: Gurtstraffer und Gurtkraftbegrenzer hinten sind serienmäßig; des Weiteren geben Motorhaube und Scheibenwischer bei einer Kollision mit einem Fußgänger nach, die Scheinwerfer werden bei einem Aufprall in die Karosserie gedrückt. Das Fahrwerk hat vorn MacPherson-Federbeine, hinten eine Verbundlenkerachse.
Zur Modelleinführung waren ausschließlich Dreizylinder-Ottomotoren erhältlich, auch der Fiesta ST erhielt einen neuen 1,5-Liter Dreizylinder-EcoBoost mit Zylinderabschaltung. Er wurde im März 2017 auf dem Genfer Auto-Salon präsentiert und hatte eine maximale Leistung von 147 kW (200 PS). Mit ihm beschleunigt der Wagen in 6,5 Sekunden auf 100 km/h. Die Dieselmotoren wurden weiterhin mit vier Zylindern produziert. Alle Fiesta haben eine Start-Stopp-Automatik.
Ausstattungsabhängig ist ein bis zu acht Zoll großer Touchscreen-Monitor eingebaut, der mit der neuesten Infotainmentgeneration SYNC3 ausgerüstet ist. Für das Modell stehen – zum Teil ebenfalls ausstattungsabhängig – 15 verschiedene Assistenzsysteme zur Verfügung, unter anderem ein Notbremsassistent, der nun auch nachts für Fußgänger bremst, ein Einpark-Assistent, ein Fernlicht-Assistent sowie ein Abstandsregeltempomat. Auch ein Soundsystem mit 675 Watt Leistung und zehn Lautsprechern von Bang & Olufsen war erhältlich.
2020 wurde der 1,0-Liter-EcoBoost-Motor mit 48-V-Riemenstartergenerator als sogenannter Mildhybrid eingeführt; er hatte 92 kW (125 PS).

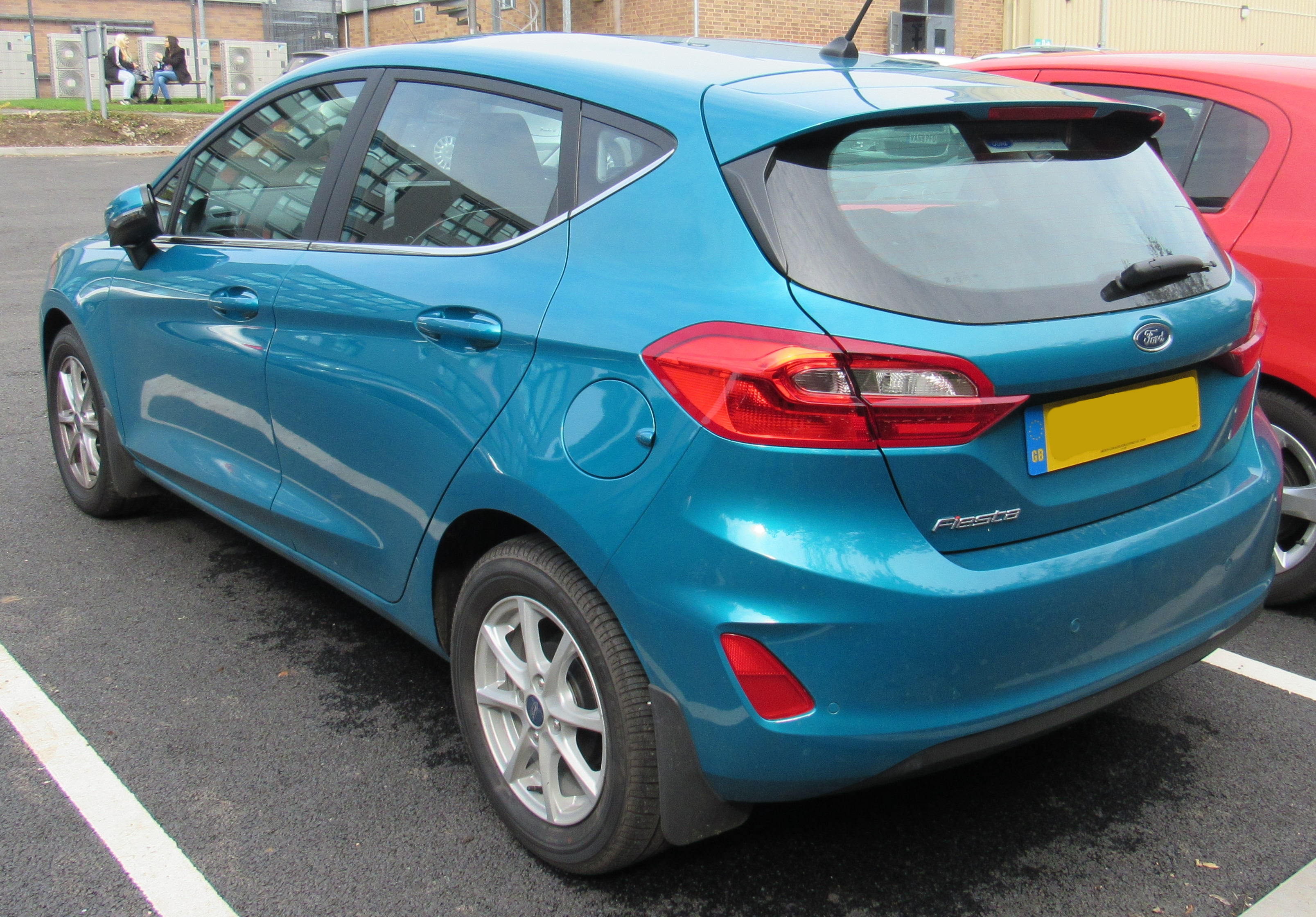
Heckansicht
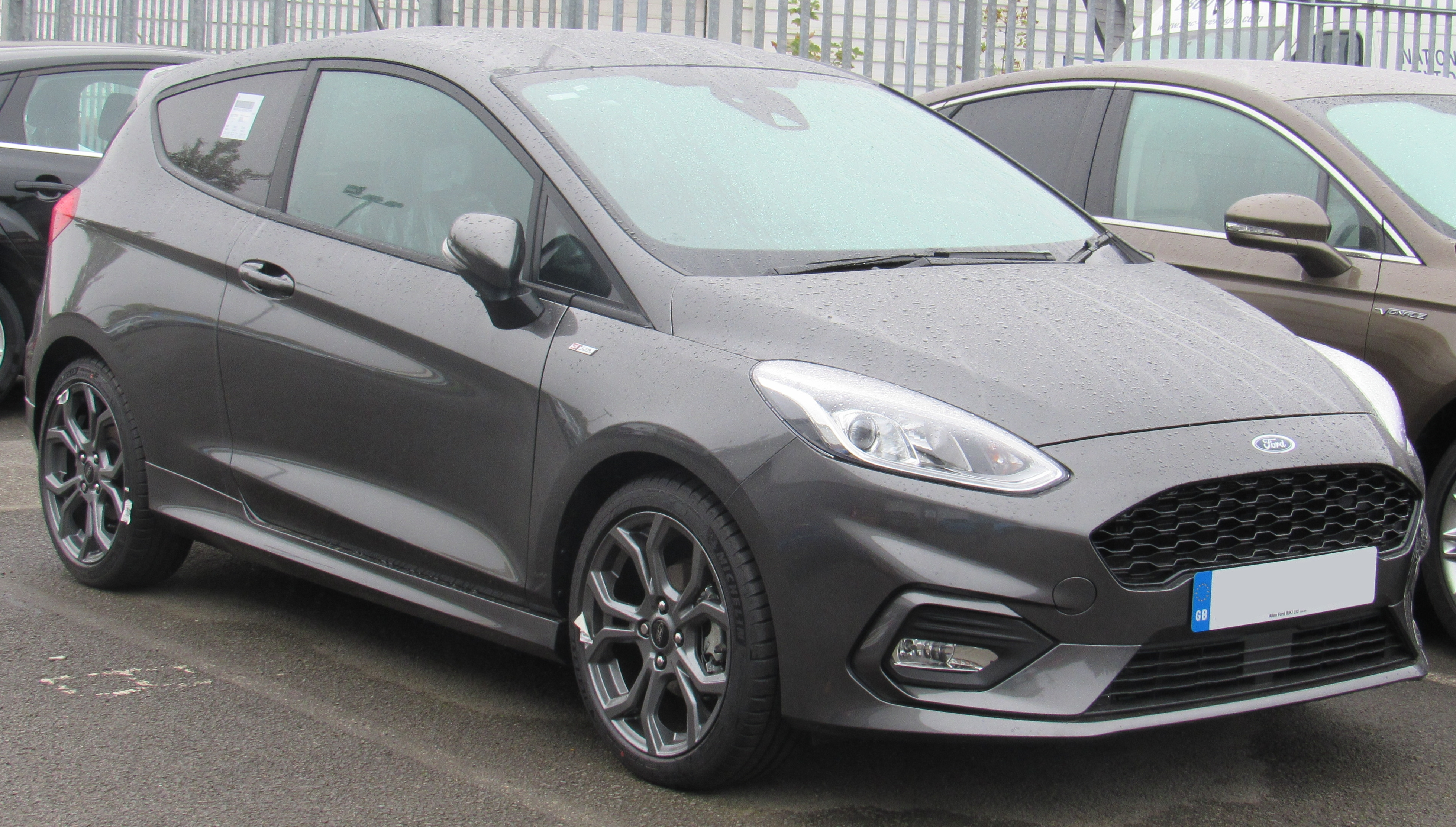
Dreitürer ST-Line (2017–2022)
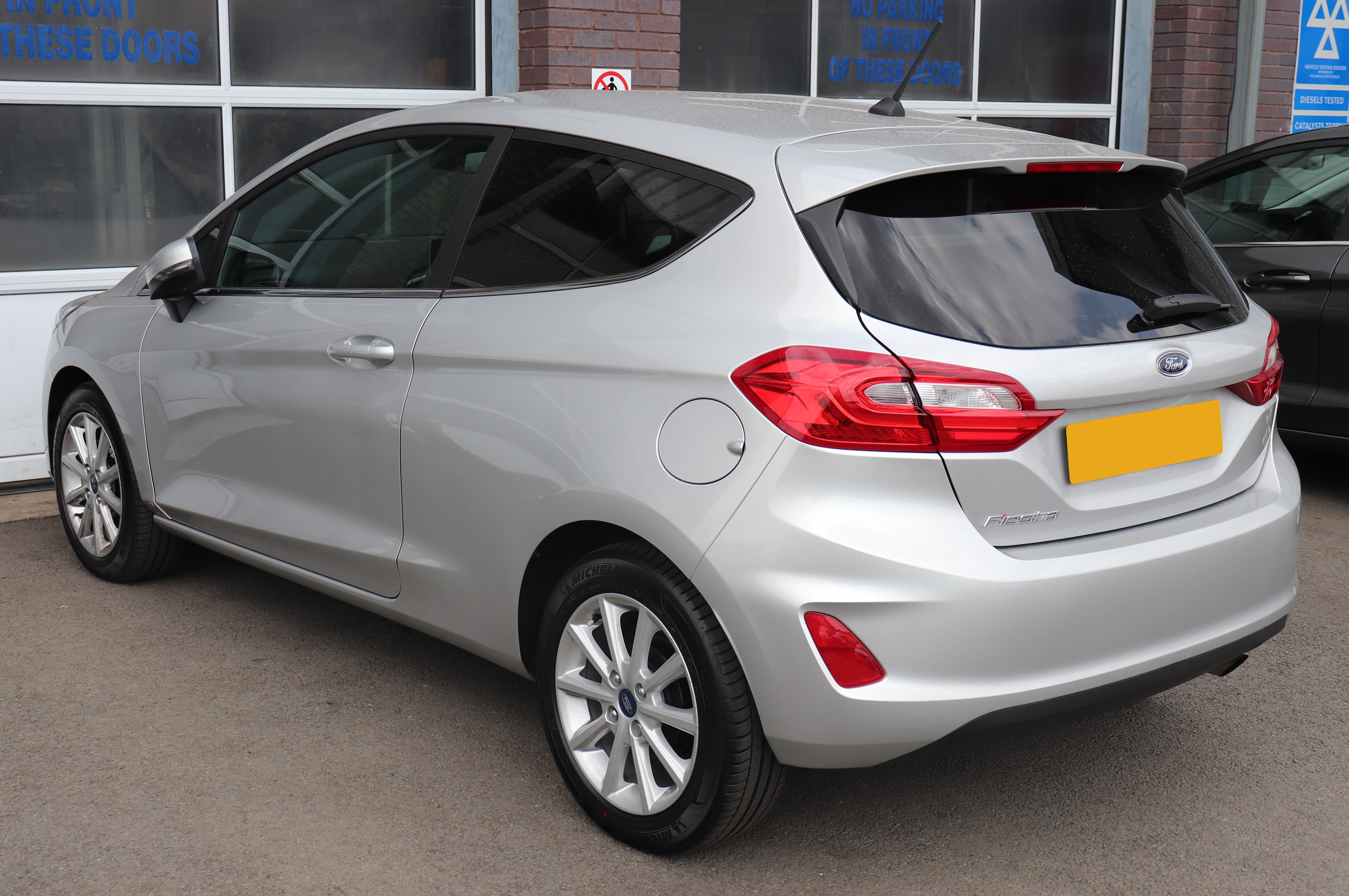
Dreitürer, Heckansicht
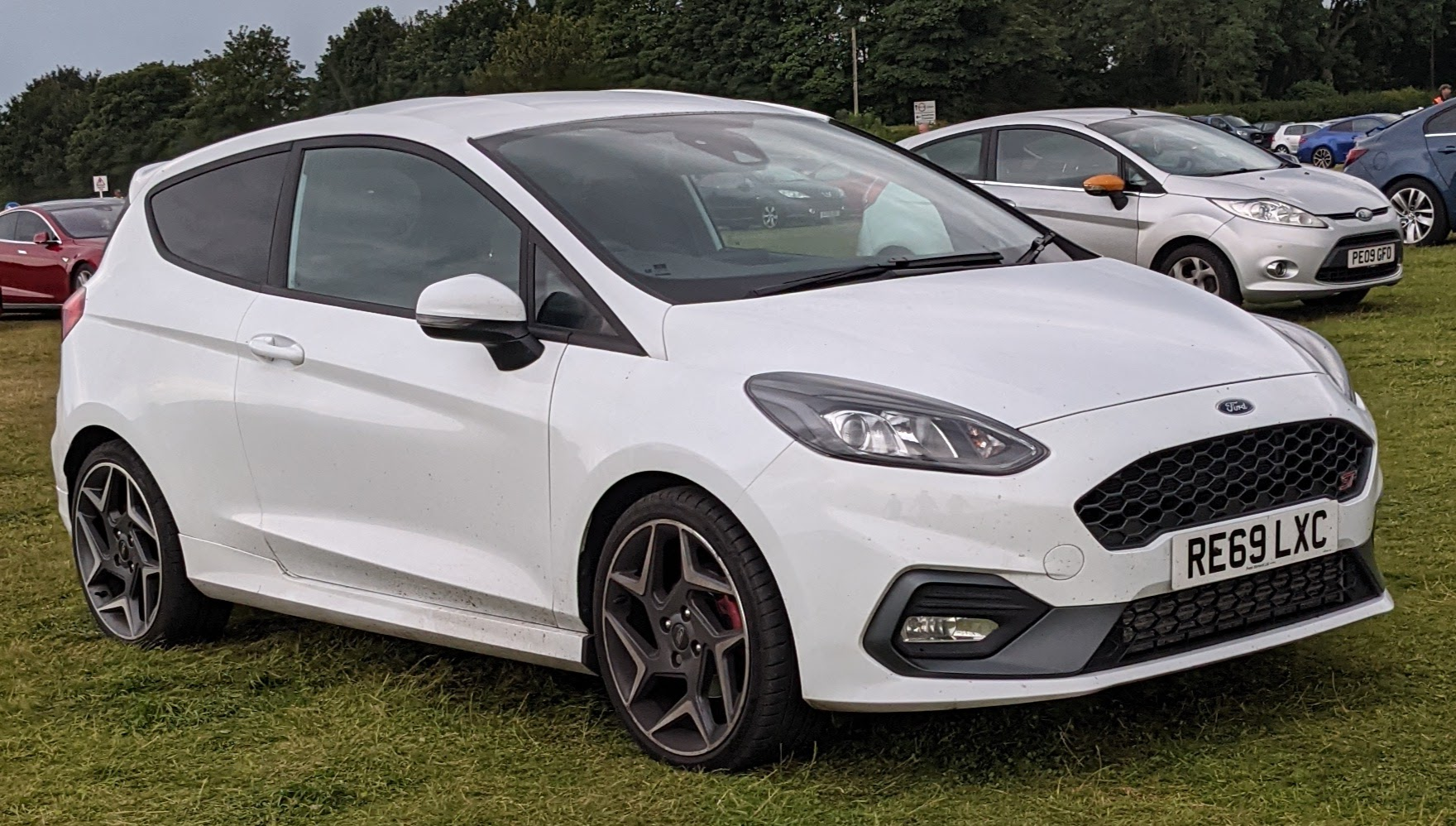
Fiesta ST (2018–2022)
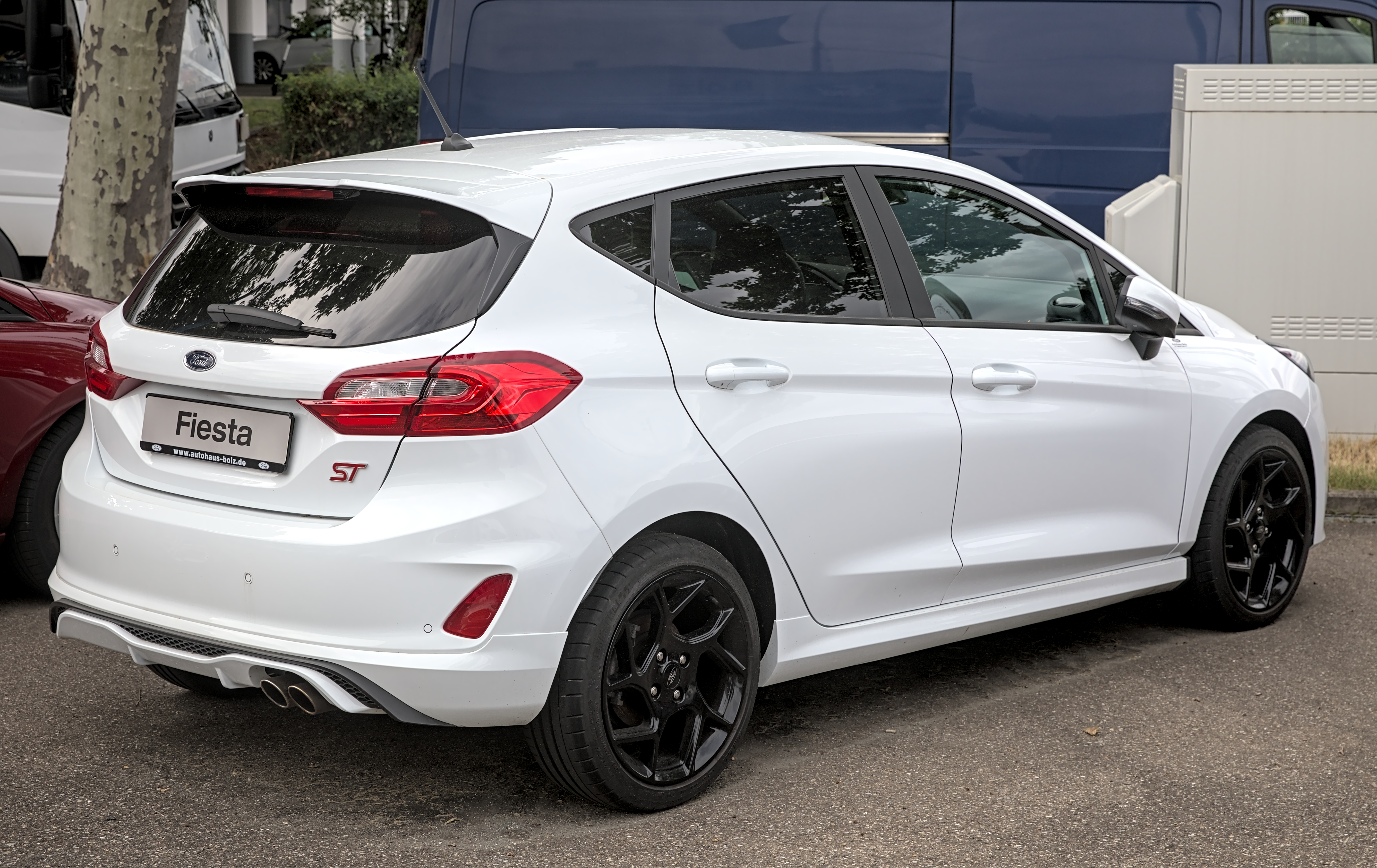
Heckansicht
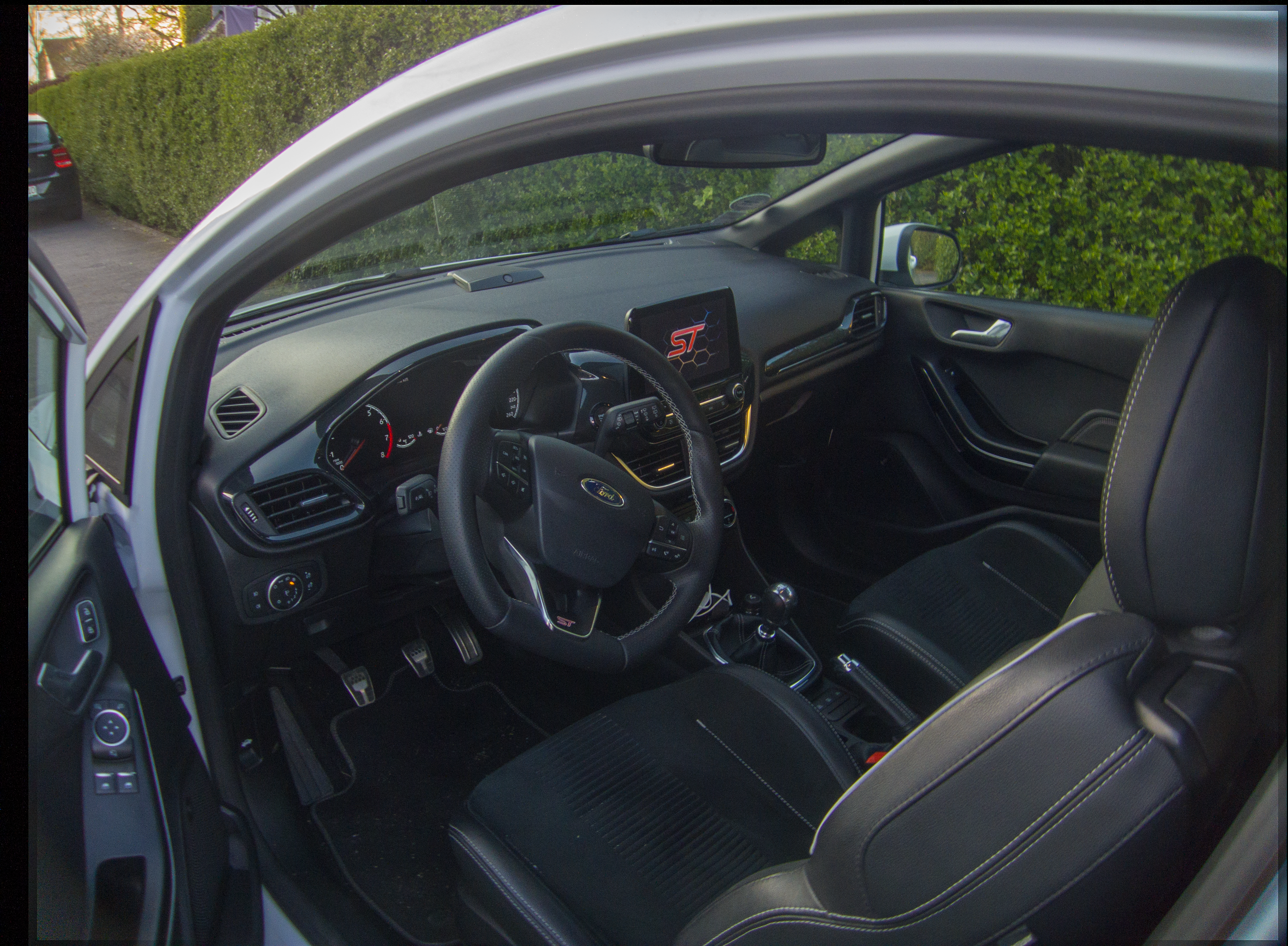
Innenraum Ford Fiesta ST

### Modellpflege
Im September 2021 wurde eine überarbeitete Version für das Modelljahr 2022 vorgestellt. Die auffälligsten Änderungen bestehen beim Front-Design inkl. geänderter Scheinwerfer, die nun serienmäßig mit LEDs ausgestattet sind. Die Nebelscheinwerfer waren nun nicht mehr in der Frontschürze platziert. Adaptive Matrix-LED-Scheinwerfer waren ebenfalls verfügbar. Die bisher höchste Ausstattungslinie Vignale wurde ersetzt durch ein gleichnamiges Paket, das wie auch ein weiteres namens X zu anderen Modellvarianten optional erhältlich war. Das Display in der Mittelkonsole ist nunmehr 8 Zoll groß, das volldigitale Cockpit-Display 12,3 Zoll. Bei den Assistenzsystemen halten erstmals ein lokaler Gefahrenwarner und eine Falschfahrer-Warnfunktion Einzug. Bei den Motoren fand der Riemenstartergenerator jetzt in die 92- und 114-kW-1,0-Liter-EcoBoost-Versionen Eingang, das Drehmoment des 1,5-Liter-EcoBoost mit 147 kW (200 PS) wurde auf nunmehr 320 Nm angehoben. Darüber hinaus wurde der ST als Edition mit einstellbaren Dämpfern (12-fach verstellbare Druckstufe, 16-fach verstellbare Zugstufe) und acht Kilogramm leichteren 18-Zoll-Rädern angeboten. Dieselmotoren wurden bereits mit der verpflichtenden Einführung der Abgasnorm Euro 6d aus dem Programm genommen.

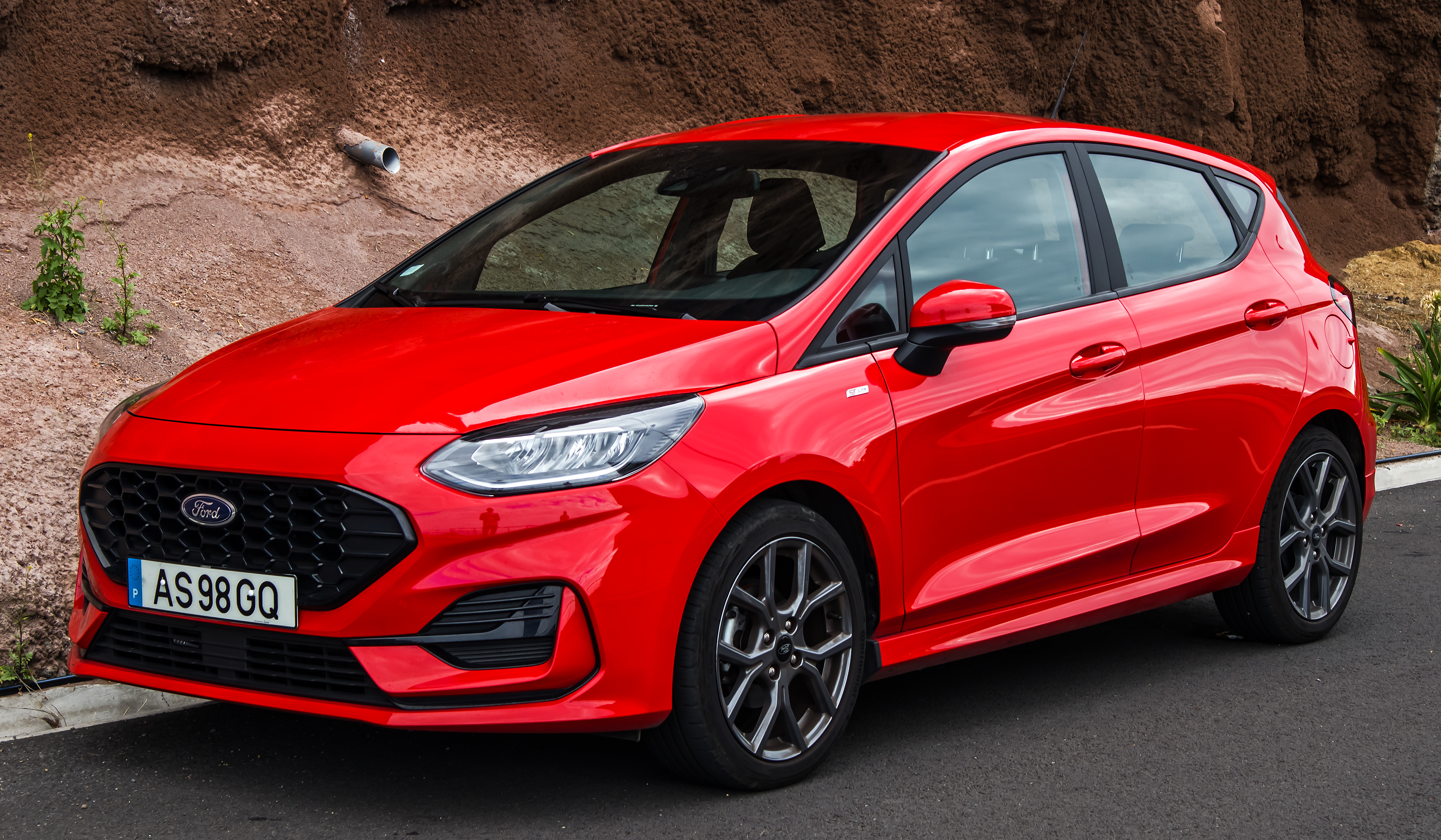
Ford Fiesta (2022–2023)
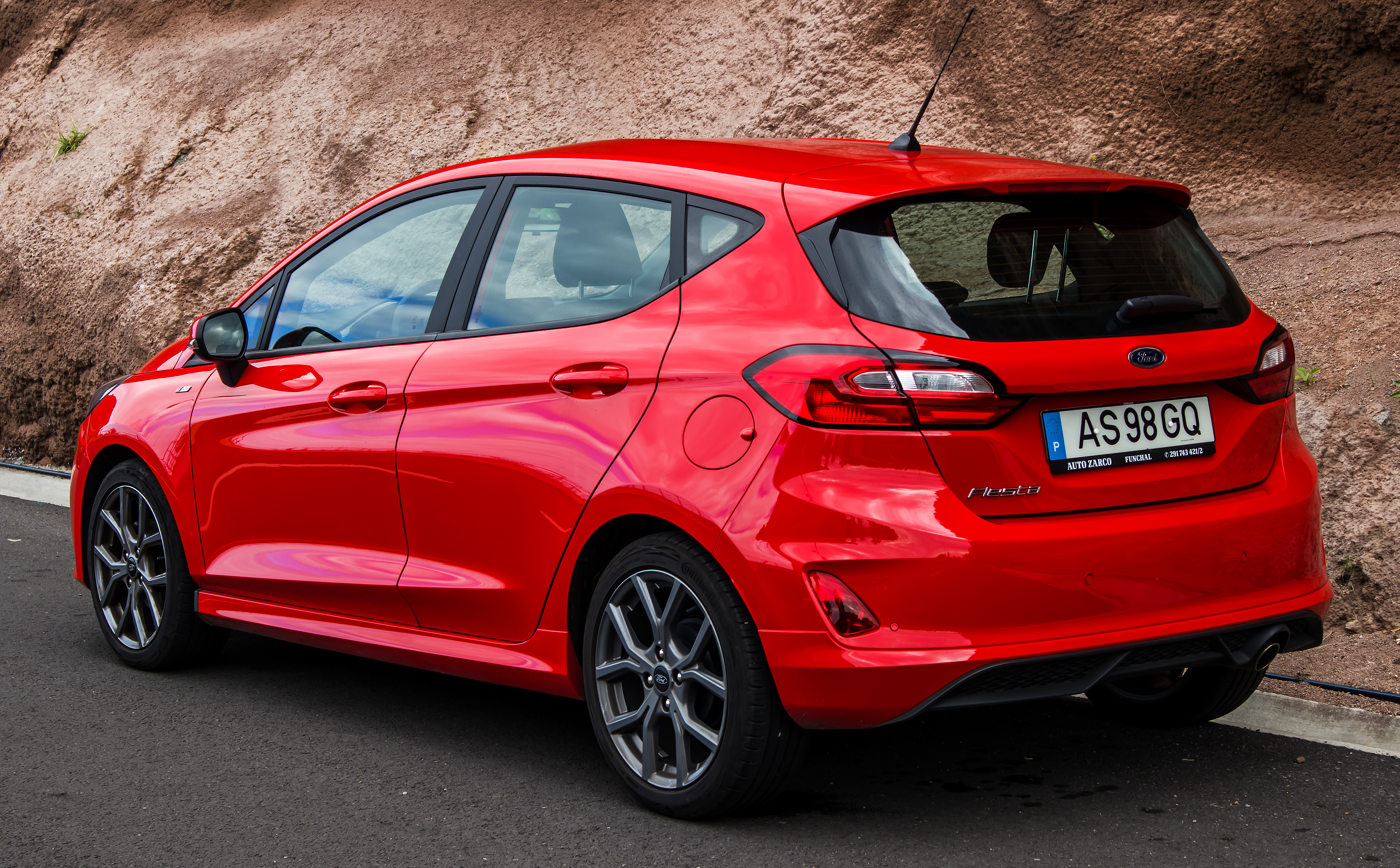
Heckansicht
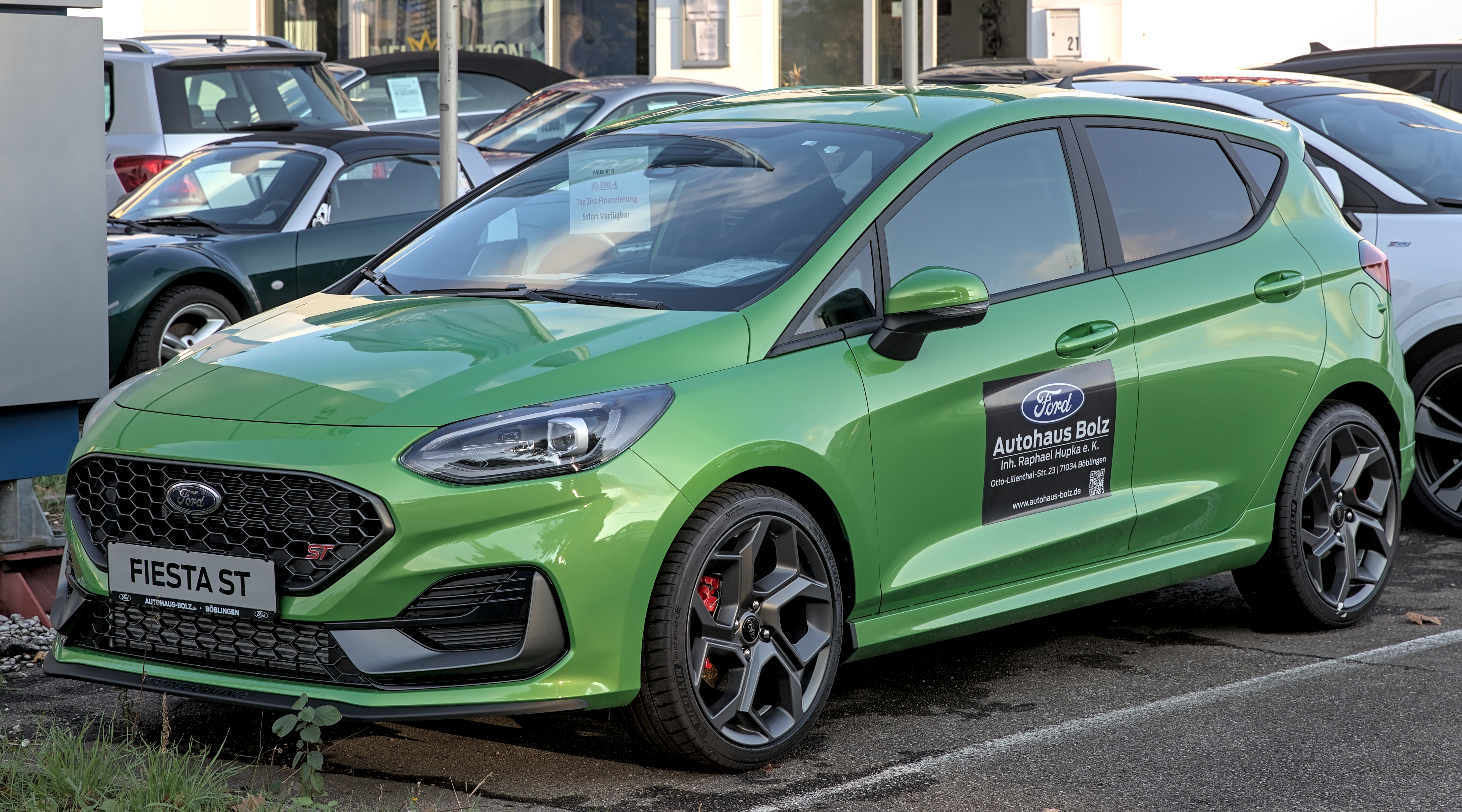
Fiesta ST (2022–2023)
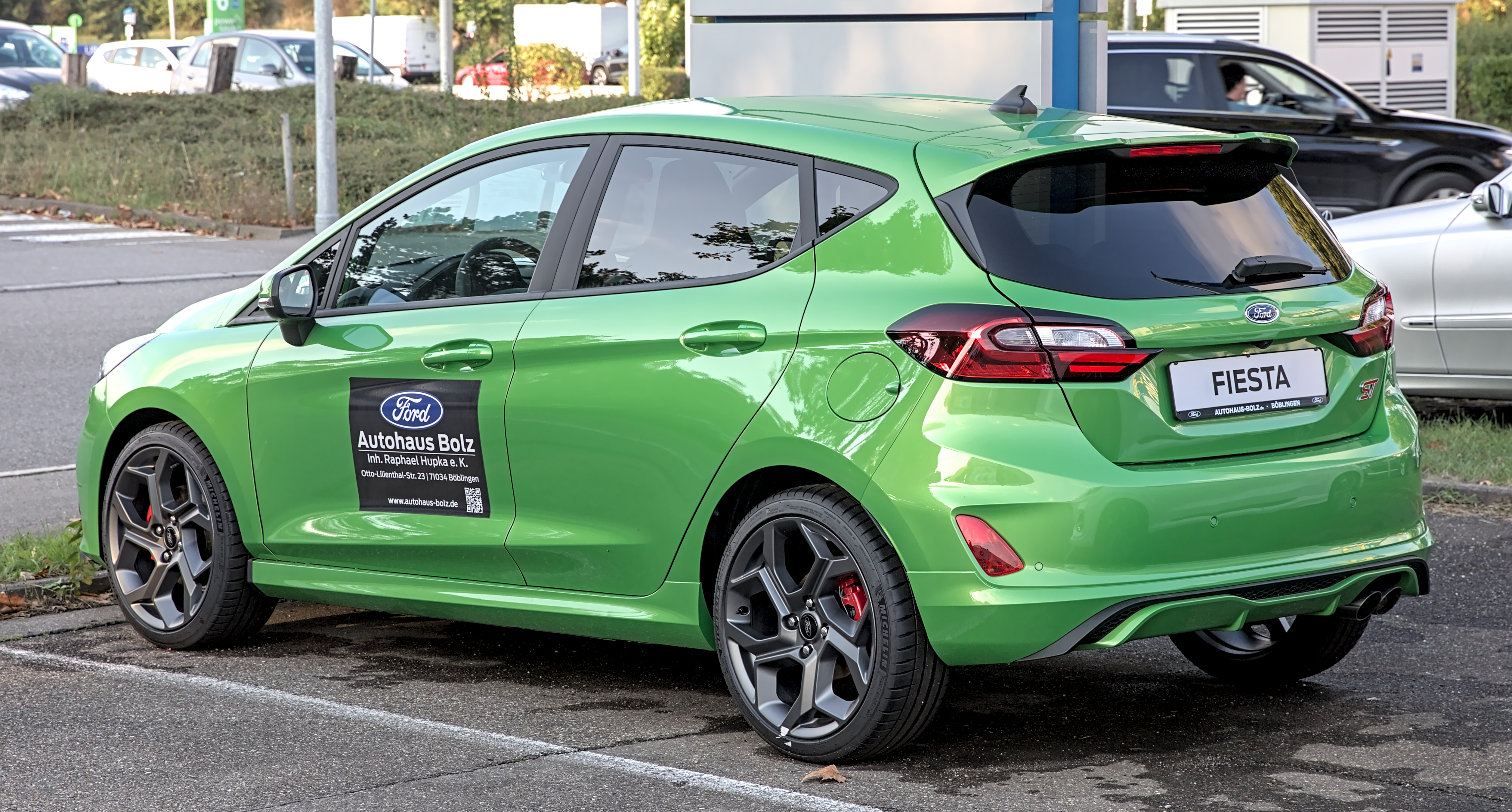
Heckansicht

### Ausstattungslinien

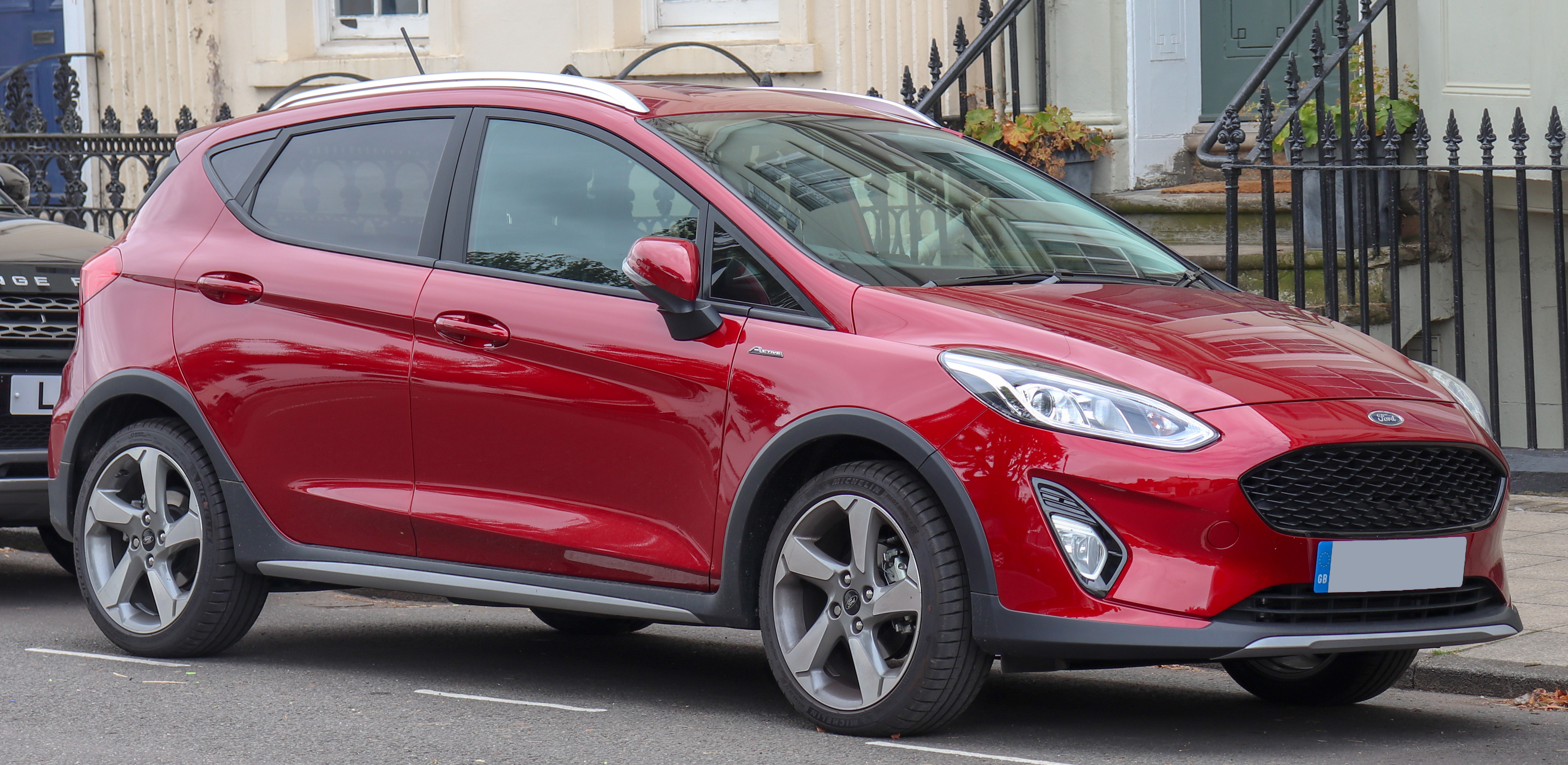
Fiesta Active

Die Auflistung ist im Wesentlichen für den deutschen Markt gültig.
- Der Fiesta Trend löst die Ausstattungsvariante Ambiente des Vorgängers als einfachstes Modell ab. Zur Serienausstattung zählen unter anderem elektrische Fensterheber vorne, eine Zentralverriegelung mit Fernbedienung und elektrisch einstellbare und beheizbare Außenspiegel. Die Sicherheitsausstattung IPS (intelligent protection system, engl. für intelligentes Schutzsystem) enthält sechs Airbags, ABS, ESP mit Berganfahrhilfe, Fahrspurassistent und Fahrspurhalteassistent.

- Der Fiesta Cool & Connect hat die Ausstattung des Trend, erweitert um serienmäßige Extras wie Klimaanlage, das Kommunikations- und Unterhaltungssystem SYNC3 mit AppLink, Bluetooth und einem 6,5 Zoll großen Touchscreen, elektrisch anklappbare Außenspiegel mit Umfeldbeleuchtung und eine Einparkhilfe hinten.

- Der Fiesta Titanium war zur Markteinführung im Juli 2017 die am umfangreichsten ausgestattete Version des Fiesta. Ergänzend zur Serienausstattung des Fiesta Trend bietet der Titanium Leichtmetallräder, Sportsitze mit Premium-Stoff und Lendenwirbelstütze auf der Fahrerseite, Tagfahrlicht mit Leuchtdioden (LED) und LED-Rückleuchten, ein Dreispeichen-Lederlenkrad und einen mit Leder verkleideten Handbremsgriff, eine manuell zu regelnde Klimaanlage, das Kommunikations- und Unterhaltungssystem SYNC3 mit AppLink, Bluetooth und einem 6,5 Zoll großen Touchscreen und Nebelscheinwerfer mit statischem Abbiegelicht. Außen unterscheidet sich der Titanium – wie bereits beim Vorgängermodell – durch Chromzierleisten unter den Seitenscheiben und am Kühlergrill.

- Der Fiesta Vignale erschien im Herbst 2017 und ist mit einer luxuriösen Ausstattung das Topmodell dieser Baureihe. Der Vignale ist deshalb exklusiv mit satinierten Karosserieelementen sowie hochwertigeren Innenraumkomponenten ausgestattet. Zum serienmäßigen Lieferumfang gehören unter anderem 17-Zoll-Leichtmetallräder in speziellem Design, LED-Tagfahrlicht und LED-Rückleuchten, Chromzierleisten unter den Seitenscheiben, an den Türen, am Heckdiffusor und an der vorderen Stoßstange, im Innenraum Leder-Stoffsitze in Black Ruby (schwarzrot), ein gepolstertes Armaturenbrett mit Ziernähten, eine automatische Klimaanlage und das Unterhaltungssystem SYNC3 mit einem 8 Zoll großen Bildschirm.

- Die ST-Line wurde gleichzeitig mit dem Fiesta Vignale verfügbar. Die Modelle der ST-Line sind mit einem Wabengitter am Kühlergrill, Seitenschwellern, einer geänderten Heckstoßstange, einem sportlich abgestimmten Fahrwerk und 17 Zoll großen Leichtmetallrädern betont sportlich gehalten und angelehnt an die ST-Modelle von Ford. Diese Linie setzt sich im Innenraum mit einem dunklen Dachhimmel, Sportsitzen vorn, Pedalauflagen aus Aluminium, sowie Lenkrad, Einstiegsleisten und Fußmatten im ST-Line-Design fort. Eine manuell zu regelnde Klimaanlage sowie das Unterhaltungssystem SYNC3 runden die Serienausstattung ab.

- Der Fiesta Active wurde im Frühjahr 2018 eingeführt und ist das erste „Crossover“-Modell eines Fiesta. Es soll die guten Fahreigenschaften des Kleinwagens mit einer SUV-typischen, 18 mm größeren Bodenfreiheit[17] kombinieren. Zur Serienausstattung gehören neben einer Dachreling, eine Radkastenverkleidung in schwarz, Kunststoffbeplankung an den Stoßfänger vorn und hinten sowie an den Fahrzeugseiten.

- Der Fiesta ST ist wie bei beiden Vorgängermodellen die sportlichste Variante des Fiesta mit dem jeweils stärksten Motor der Baureihe. Der Aufbau liegt 1 cm tiefer.[13] Mit dieser Baureihe wurde der Fiesta ST erstmals auch mit fünf Türen angeboten. Die Auslieferungen begannen im Sommer 2018. Der Vierzylinder-EcoBoost-Motor des Vorgängers mit 1,6 Litern Hubraum wurde durch einen neu entwickelten Dreizylinder-EcoBoost mit 1,5 Liter Hubraum und Zylinderabschaltung ersetzt. Damit ist der ST das erste Sportmodell von Ford mit einem Dreizylindermotor. Die Motorleistung liegt etwa 15 kW (20 PS) höher als beim Vorgängermodell und beträgt damit 147 kW (200 PS). Der Motor hat sowohl eine Direkteinspritzung als auch eine zusätzliche Saugrohreinspritzung[18], was bei niedrigen Drehzahlen größere Leistungsausbeute und damit höhere Effizienz bewirkt.[19] Zur Serienausstattung gehören Sportsitze von Recaro, ein Fahrspurassistent, eine Geschwindigkeitsregelanlage, acht Airbags, ein Notrufassistent, eine manuell zu regelnde Klimaanlage, eine Lichtautomatik, ein selektiver Fahrmodusschalter, ST-Design außen und innen, ein Sportfahrwerk sowie Leichtmetallräder in der Dimension 7,5x17 Zoll. Eine Klappensteuerung, die das Motorgeräusch des Fiesta positiv beeinflussen soll, ist ebenfalls eingebaut. Zusätzlich können unter anderem ein mechanisches Sperrdifferential, eine Antriebsschlupfregelung für den Anfahrvorgang (Launch Control), eine Schaltanzeige sowie LED-Scheinwerfer für Abblend- und Fernlicht aufpreispflichtig mitbestellt werden. Sperrdifferential, Launch Control, Schaltanzeige, LED-Scheinwerfer sowie die Klappensteuerung sind Ausstattungsmerkmale, die mit diesem Modell erstmals in einem Ford Fiesta verfügbar sind.

## Technische Daten mit Verbrauchsangaben
Der Strömungswiderstandskoeffizient (cw) des Wagens beträgt 0,29 (ST 0,34).

### Ottomotoren
|                                             | 1.1                               | 1.1                                | 1.1                    | 1.1                               | 1.0 EcoBoost                 | 1.0 EcoBoost                       | 1.0 EcoBoost                      | 1.0 EcoBoost                 | 1.0 EcoBoost                      | 1.0 EcoBoost                       | 1.0 EcoBoost Hybrid                | 1.0 EcoBoost Hybrid          | 1.0 EcoBoost Hybrid            | 1.0 EcoBoost Hybrid            | 1.0 EcoBoost                      | 1.0 EcoBoost Hybrid                | 1.0 EcoBoost Hybrid          | 1.5 EcoBoost (ST)                  | 1.5 EcoBoost (ST)            |
| ------------------------------------------- | --------------------------------- | ---------------------------------- | ---------------------- | --------------------------------- | ---------------------------- | ---------------------------------- | --------------------------------- | ---------------------------- | --------------------------------- | ---------------------------------- | ---------------------------------- | ---------------------------- | ------------------------------ | ------------------------------ | --------------------------------- | ---------------------------------- | ---------------------------- | ---------------------------------- | ---------------------------- |
| Bauzeit:                                    | 07/2017–10/2019                   | 10/2019–11/2021                    | 11/2021–07/2023        | 07/2017–10/2019                   | 03/2018–10/2019              | 10/2019–03/2021                    | 07/2017–05/2020                   | 03/2021–07/2023              | 07/2017–05/2020                   | 05/2020–03/2021                    | 05/2020–11/2021                    | 11/2021–07/2023              | 11/2021–07/2023                | 03/2021–11/2021                | 07/2017–05/2020                   | 05/2020–11/2021                    | 11/2021–07/2022              | 04/2018–11/2021                    | 11/2021–07/2023              |
| Motor:                                      | 3-Zylinder-Reihenmotor            | 3-Zylinder-Reihenmotor             | 3-Zylinder-Reihenmotor | 3-Zylinder-Reihenmotor            | 3-Zylinder-Turbo-Reihenmotor | 3-Zylinder-Turbo-Reihenmotor       | 3-Zylinder-Turbo-Reihenmotor      | 3-Zylinder-Turbo-Reihenmotor | 3-Zylinder-Turbo-Reihenmotor      | 3-Zylinder-Turbo-Reihenmotor       | 3-Zylinder-Turbo-Reihenmotor       | 3-Zylinder-Turbo-Reihenmotor | 3-Zylinder-Turbo-Reihenmotor   | 3-Zylinder-Turbo-Reihenmotor   | 3-Zylinder-Turbo-Reihenmotor      | 3-Zylinder-Turbo-Reihenmotor       | 3-Zylinder-Turbo-Reihenmotor | 3-Zylinder-Turbo-Reihenmotor       | 3-Zylinder-Turbo-Reihenmotor |
| Hubraum:                                    | 1084 cm³                          | 1084 cm³                           | 1084 cm³               | 1084 cm³                          | 998 cm³                      | 998 cm³                            | 998 cm³                           | 998 cm³                      | 998 cm³                           | 998 cm³                            | 998 cm³                            | 998 cm³                      | 998 cm³                        | 998 cm³                        | 998 cm³                           | 998 cm³                            | 998 cm³                      | 1496 cm³                           | 1496 cm³                     |
| Leistung bei 1/min:                         | 52 kW (70 PS) 6500                | 55 kW (75 PS) 5500                 | 55 kW (75 PS) 5500     | 63 kW (85 PS) 6300                | 63 kW (85 PS) 6500           | 70 kW (95 PS) 6000                 | 74 kW (100 PS) 6500               | 74 kW (100 PS) 4500          | 92 kW (125 PS) 6000               | 92 kW (125 PS) 6000                | 92 kW (125 PS) 6000                | 92 kW (125 PS) 6000          | 92 kW (125 PS) 6000            | 92 kW (125 PS) 6000            | 103 kW (140 PS) 6000              | 114 kW (155 PS) 6000               | 114 kW (155 PS) 6000         | 147 kW (200 PS) 6000               | 147 kW (200 PS) 6000         |
| Max. Drehmoment bei 1/min:                  | 110 Nm 3500                       | 105 Nm 3500                        | 110 Nm 3500            | 110 Nm 3500                       | 170 Nm 1500–3500             | 170 Nm 1500–3900                   | 170 Nm 1500–4000                  | 170 Nm 1500–4000             | 170 Nm 1400–4500                  | 170 Nm 1400                        | 210 Nm 1750                        | 170 Nm 1400–4500             | 170 Nm 1400–4500               | 200 Nm 1750                    | 180 Nm 1500–5000                  | 240 Nm 2500                        | 190 Nm 1900–5500             | 290 Nm 1600–4000                   | 320 Nm 1600–4000             |
| Getriebe, serienmäßig:                      | 5-Gang-Schaltgetriebe             | 5-Gang-Schaltgetriebe              | 5-Gang-Schaltgetriebe  | 5-Gang-Schaltgetriebe             | 6-Gang-Schaltgetriebe        | 6-Gang-Schaltgetriebe              | 6-Gang-Schaltgetriebe             | 6-Gang-Schaltgetriebe        | 6-Gang-Schaltgetriebe             | 7-Gang-Doppelkupplungsgetriebe     | 6-Gang-Schaltgetriebe              | 6-Gang-Schaltgetriebe        | 7-Gang-Doppelkupplungsgetriebe | 7-Gang-Doppelkupplungsgetriebe | 6-Gang-Schaltgetriebe             | 6-Gang-Schaltgetriebe              | 6-Gang-Schaltgetriebe        | 6-Gang-Schaltgetriebe              | 6-Gang-Schaltgetriebe        |
| Getriebe, optional:                         | –                                 | –                                  | –                      | –                                 | –                            | –                                  | 6-Gang-Automatikgetriebe          | –                            | –                                 | –                                  | –                                  | –                            | –                              | –                              | –                                 | –                                  | –                            | –                                  | –                            |
| Antriebsart, serienmäßig:                   | Vorderradantrieb                  | Vorderradantrieb                   | Vorderradantrieb       | Vorderradantrieb                  | Vorderradantrieb             | Vorderradantrieb                   | Vorderradantrieb                  | Vorderradantrieb             | Vorderradantrieb                  | Vorderradantrieb                   | Vorderradantrieb                   | Vorderradantrieb             | Vorderradantrieb               | Vorderradantrieb               | Vorderradantrieb                  | Vorderradantrieb                   | Vorderradantrieb             | Vorderradantrieb                   | Vorderradantrieb             |
| Abgasnorm:                                  | Euro 6 (ab 05/2018: Euro 6d-TEMP) | Euro 6d-TEMP (ab 08/2020: Euro 6d) | Euro 6d                | Euro 6 (ab 05/2018: Euro 6d-TEMP) | Euro 6d-TEMP                 | Euro 6d-TEMP (ab 08/2020: Euro 6d) | Euro 6 (ab 05/2018: Euro 6d-TEMP) | Euro 6d                      | Euro 6 (ab 05/2018: Euro 6d-TEMP) | Euro 6d-TEMP (ab 06/2020: Euro 6d) | Euro 6d-TEMP (ab 06/2020: Euro 6d) | Euro 6d                      | Euro 6d                        | Euro 6d                        | Euro 6 (ab 05/2018: Euro 6d-TEMP) | Euro 6d-TEMP (ab 06/2020: Euro 6d) | Euro 6d                      | Euro 6d-TEMP (ab 08/2020: Euro 6d) | Euro 6d                      |
| Messwerte                                   |                                   |                                    |                        |                                   |                              |                                    |                                   |                              |                                   |                                    |                                    |                              |                                |                                |                                   |                                    |                              |                                    |                              |
| Beschleunigung, 0–100 km/h:                 | 14,9 s                            | 14,5 s                             | 14,7 s                 | 13,8–14,0 s                       | –                            | 10,9 s                             | 10,5–10,6 s (12,2–12,4 s)         | 10,8 s                       | 9,4–10,0 s                        | 9,9 s                              | 9,4 s                              | 9,4 s                        | 9,6 s                          | 9,6 s                          | 9,0 s                             | 8,9 s                              | 8,9 s                        | 6,5 s                              | 6,5 s                        |
| Höchstgeschwindigkeit:                      | 160 km/h                          | 165 km/h                           | 165 km/h               | 170 km/h                          | –                            | 180 km/h                           | 183 km/h (180 km/h)               | 180 km/h                     | 195 km/h                          | 199 km/h                           | 203 km/h                           | 200 km/h                     | 199 km/h                       | 199 km/h                       | 202 km/h                          | 219 km/h                           | 219 km/h                     | 232 km/h                           | 230 km/h                     |
| Kraftstoffverbrauch auf 100 km, kombiniert: | 4,4–5,4 l Super                   | 4,5–4,7 l Super                    | 5,3–5,7 l Super        | 4,4–5,4 l Super                   | –                            | 4,1–4,5 l Super                    | 4,3–5,0 l Super (5,2–6,1 l Super) | 5,3–6,4 l Super              | 4,3–5,0 l Super                   | 4,6–5,0 l Super                    | 4,0–4,5 l Super                    | 5,0–6,0 l Super              | 5,3–6,1 l Super                | 5,2–6,2 l Super                | 4,5–5,2 l Super                   | 4,0–4,6 l Super                    | 5,0–5,9 l Super              | 6,0 l Super                        | 6,7–6,8 l Super              |
| CO2-Emission:                               | 101–122 g/km                      | 102–108 g/km                       | 120–129 g/km           | 101–122 g/km                      | –                            | 94–103 g/km                        | 97–113 g/km (118–138 g/km)        | 120–144 g/km                 | 98–113 g/km                       | 104–113 g/km                       | 90–100 g/km                        | 114–136 g/km                 | 119–138 g/km                   | 119–139 g/km                   | 102–118 g/km                      | 92–103 g/km                        | 113–133 g/km                 | 136 g/km                           | 151–153 g/km                 |
| Messwerte Active                            |                                   |                                    |                        |                                   |                              |                                    |                                   |                              |                                   |                                    |                                    |                              |                                |                                |                                   |                                    |                              |                                    |                              |
| Beschleunigung, 0–100 km/h:                 | –                                 | –                                  | –                      | –                                 | 12,7 s                       | –                                  | 11,0 s (12,8 s)                   | 10,8 s                       | 10,4 s                            | 9,9 s                              | 9,4 s                              | 9,4 s                        | 9,6 s                          | 9,6 s                          | 9,4 s                             | 8,9 s                              | 8,9 s                        | –                                  | –                            |
| Höchstgeschwindigkeit:                      | –                                 | –                                  | –                      | –                                 | 170 km/h                     | –                                  | 181 km/h (177 km/h)               | 180 km/h                     | 191 km/h                          | 199 km/h                           | 200 km/h                           | 200 km/h                     | 199 km/h                       | 199 km/h                       | 200 km/h                          | 219 km/h                           | 219 km/h                     | –                                  | –                            |
| Kraftstoffverbrauch auf 100 km, kombiniert: | –                                 | –                                  | –                      | –                                 | 5,0 l Super                  | –                                  | 5,0 l Super (6,1 l Super)         | 5,3–6,4 l Super              | 5,0 l Super                       | 4,6–5,0 l Super                    | 4,0–4,5 l Super                    | 5,0–6,0 l Super              | 5,3–6,1 l Super                | 5,2 l Super                    | 5,2 l Super                       | 4,0–4,6 l Super                    | 5,0–5,9 l Super              | –                                  | –                            |
| CO2-Emission:                               | –                                 | –                                  | –                      | –                                 | 113 g/km                     | –                                  | 114 g/km (139 g/km)               | 120–144 g/km                 | 114 g/km                          | 104–113 g/km                       | 90–100 g/km                        | 114–136 g/km                 | 119–138 g/km                   | 119 g/km                       | 119 g/km                          | 92–103 g/km                        | 113–133 g/km                 | –                                  | –                            |

### Dieselmotoren
|                                               | 1.5 TDCi                              | 1.5 TDCi                              |
| --------------------------------------------- | ------------------------------------- | ------------------------------------- |
| Bauzeit:                                      | 07/2017–08/2020                       | 07/2017–05/2019                       |
| Motor:                                        | 4-Zylinder-Reihenmotor mit Turbolader | 4-Zylinder-Reihenmotor mit Turbolader |
| Hubraum:                                      | 1499 cm³                              | 1499 cm³                              |
| Leistung bei 1/min:                           | 63 kW (85 PS) 3750                    | 88 kW (120 PS) 3600                   |
| Max. Drehmoment bei 1/min:                    | 215 Nm 1750–2500                      | 270 Nm 1750–2500                      |
| Getriebe, serienmäßig:                        | 6-Gang-Schaltgetriebe                 | 6-Gang-Schaltgetriebe                 |
| Getriebe, optional:                           | –                                     | –                                     |
| Antriebsart, serienmäßig:                     | Vorderradantrieb                      | Vorderradantrieb                      |
| Abgasnorm:                                    | Euro 6 (ab 05/2018: Euro 6d-TEMP)     | Euro 6 (ab 05/2018: Euro 6d-TEMP)     |
| Messwerte                                     |                                       |                                       |
| Beschleunigung, 0–100 km/h:                   | 12,4–12,5 s                           | 9,0–9,2 s                             |
| Höchstgeschwindigkeit:                        | 175 km/h                              | 195 km/h                              |
| Kraftstoffverbrauch auf 100 km, kombiniert:   | 3,2–4,1 l Diesel                      | 3,5–4,4 l Diesel                      |
| Kohlenstoffdioxid-Emission:                   | 82–104 g/km                           | 89–112 g/km                           |
| Messwerte Active                              |                                       |                                       |
| Beschleunigung, 0–100 km/h:                   | 12,6 s                                | 9,4 s                                 |
| Höchstgeschwindigkeit:                        | 170 km/h                              | 190 km/h                              |
| \|Kraftstoffverbrauch auf 100 km, kombiniert: | 4,0–4,2 l Diesel                      | 4,4 l Diesel                          |
| Kohlenstoffdioxid-Emission:                   | 103–108 g/km                          | 112 g/km                              |

## Verkaufszahlen Deutschland
2018 wurden 47.224, 2019 dann 43.316 Fiesta neu zugelassen. 2021 waren es 12.895, 2022 dann 13.825 Fiesta; Zum Vergleich: 2021 waren es 32.274 VW Polo; 2022 wurden vom Opel Corsa 50.191 Exemplare neu zugelassen.